# Homaliodendron dentatum
Homaliodendron dentatum là một loài Rêu trong họ Neckeraceae. Loài này được (Griff.) M. Fleisch. miêu tả khoa học đầu tiên năm 1906.